# Bella Vista (métro de Sydney)
Pour les articles homonymes, voir Bella Vista.
Bella Vista est une station du métro de Sydney en Australie, située dans le quartier de Bella Vista du comté des Hills en Nouvelle-Galles du Sud, mise en service le 26 mai 2019.

## Situation sur le réseau
Elle est située entre Kellyville au nord et Norwest au sud-est. Elle est établie dans une tranchée ouverte perpendiculairement à l'avenue Mawson et comporte un quai central entre les deux voies de circulation.

## Histoire
La station est mise en service le 26 mai 2019 en même temps que la première ligne du métro de l'agglomération.